# 金志宇
金志宇（韓語：김지우），韓國電視劇編劇。

## 作品列表

### 電視劇
- 1999年：KBS《學校1（朝鲜语：학교 (드라마)）》
- 1999年：KBS《學校2（朝鲜语：학교 2 (드라마)）》
- 1999年：KBS《太陽上升月亮出來》
- 2001年：KBS《綢緞花香木》
- 2003年：KBS《青青草原》
- 2005年：KBS《復活》
- 2007年：KBS《魔王》
- 2011年：JTBC《發酵家族》
- 2013年：KBS《鯊魚》
- 2016年：tvN《記憶》
- 2019年：JTBC《美麗的世界》
- 2023年：JTBC《奇蹟的兄弟》

## 外部連結
- NAVER （页面存档备份，存于）